# Smad
SmadまたはSMADは、TGF-βスーパーファミリーに対する受容体からのシグナルの主要な伝達因子となる、構造的に類似したタンパク質群からなるタンパク質ファミリーである。Smadは細胞の発生や成長の調節に非常に重要である。Smadという名称は、線虫Caenorhabditis elegansのSMA（"small" worm phenotype）やショウジョウバエDrosophilaのMADファミリー（"Mothers Against Decapentaplegic"）との相同性に由来する。
Smadには、R-Smad（receptor-regulated Smad）、Co-Smad（common partner Smad）、I-Smad（inhibitory Smad）という3つのサブタイプが存在する。Smadファミリーの8種類のメンバーは、この3つのグループのいずれかに分類される。2つのR-Smadと1つのCo-Smadからなる三量体は転写因子として作用し、特定の遺伝子群の発現を調節する。

## サブタイプ
R-SmadはSMAD1、SMAD2、SMAD3、SMAD5、SMAD8/9から構成され、TGF-β受容体からのシグナル伝達に直接関与する。
SMAD4はヒトでは既知の唯一のCo-Smadであり、R-Smadのパートナーとして複合体へ共調節因子をリクルートする。
SMAD6とSMAD7はI-Smadであり、R-Smadの活性を抑制する。SMAD7はTGF-βシグナルの一般的な阻害因子であり、SMAD6はBMPシグナルに対してより特異的に関係している。R/Co-Smadは主に細胞質に位置しているが、TGF-βシグナルを受けて核内に蓄積し、そこでDNAに結合して転写を調節する。一方でI-Smadは主に核内に存在し、そこで直接的な転写調節因子として機能する。

## 発見と命名
Smadが発見されるまで、TGF-βシグナルの伝達を担う下流のエフェクターは不明であった。Smadはショウジョウバエで最初に発見され、Mothers against decapentaplegic（Mad）として知られていた。MadはショウジョウバエのTGF-βであるdecapentaplegic（dpp）の弱い変異表現型を強化する因子のスクリーニングから発見された。Madのヌル変異はdppの変異体と同様の表現型を示し、Madはdppシグナル伝達経路の一部で重要な役割を果たしていることが示唆された。
同様のスクリーニングはC. elegansでも行われ、3つの遺伝子sma-2、sma-3、sma-4がTGF-β様受容体Daf-4と同様の変異体表現型を示すことが明らかにされた。MadとSmaのヒトホモログは、これらの遺伝子のかばん語からSMAD1と命名された。SMAD1をツメガエルXenopus胚の動物極に注入すると、TGF-βファミリーのメンバーであるBMP4が持つ、中胚葉の腹側化作用を再現することが示された。さらに、SMAD1のC末端領域にはトランス活性化作用があり、その作用はBMP4の添加によって強化されることが示された。このことは、SMAD1がTGF-βシグナル伝達の一部を担っていることを示唆していた。

## タンパク質
Smadは約400–500アミノ酸長で、N末端とC末端の2つの球状ドメインがリンカー領域で連結された構成をしている。これらの球状ドメインは R-SmadとCo-Smadで高度に保存されており、N末端側のものはMH1（Mad homology 1）、C末端側のものはMH2と呼ばれている。MH2ドメインはI-Smadでも保存されている。MH1ドメインは主にDNAへの結合に関与し、MH2ドメインは他のSmadとの相互作用や、転写コアクチベーターやコリプレッサーの認識を担う。R-SmadとSMAD4は、MH1ドメインを介してDNAのいくつかのモチーフと相互作用する。こうしたモチーフにはCAGACやCAGCC、5塩基対のコンセンサス配列GGC(GC)|(CG)などがある。受容体によってリン酸化されたR-Smadは、in vitroでMH2ドメインを介してホモ三量体またはSMAD4とのヘテロ三量体を形成する。受容体によってリン酸化された2分子のR-Smadと1分子のSMAD4との三量体がTGF-βの転写調節の主要なエフェクターであると考えられている。MH1とMH2の間のリンカー領域は単に両者を連結しているだけでなく、タンパク質の機能と調節にも関与している。具体的には、R-Smadのリンカー領域は核内でCDK8とCDK9によってリン酸化され、このリン酸化はSmadタンパク質と転写アクチベーターやリプレッサーとの相互作用を調節する。さらに、このリン酸化の後、リンカー領域はGSK3によって2段階目のリン酸化が行われる。このリン酸化はSmadをユビキチンリガーゼによる認識の標的とし、プロテアソームを介した分解の標的とする。転写アクチベーターとユビキチンリガーゼはどちらもWWドメインのペアを持っている。これらのドメインはR-Smadのリンカー領域に存在するPYモチーフ、そして近接して位置するリン酸化残基と相互作用する。CDK8/9とGSK3によって形成される異なるリン酸化パターンは、転写アクチベーターとユビキチンリガーゼのどちらと相互作用するかを決定する。リンカー領域は後生動物の間で最もアミノ酸の差異が大きい領域であるが、リン酸化部位とPYモチーフは高度に保存されている。

## 配列保存性
TGF-β経路の構成要素、特にR-Smad、Co-Smad、I-Smadは、これまで配列決定が行われたすべての後生動物のゲノムで発見されている。Co-SmadとR-Smadの生物種間での配列保存性は極めて高い。構成要素と配列の保存性の高さは、TGF-β経路の一般的機能がそのまま維持されていることを示唆している。R-SmadやCo-Smad比較して、I-SmadのMH2ドメインは保存されているものの、MH1ドメインは多様化している。

## TGF-βシグナル伝達経路における役割

### R/Co-Smad
TGF-βリガンドはI型とII型のセリン/スレオニンキナーゼからなるTGF-β受容体に結合し、この受容体を介して細胞内へのシグナルの伝播が行われる。リガンドの結合は、2分子のI型受容体と2分子のII型受容体からなる受容体複合体を安定化する。その後、II型受容体はI型受容体のキナーゼドメインのN末端側に位置するGSドメインをリン酸化する。このリン酸化はI型受容体を活性化し、Smadを介したTGF-βシグナルのさらなる伝播を可能にする。I型受容体はR-SmadのC末端のSSXSモチーフの2つのセリンをリン酸化する。SmadはSARA（Smad anchor for receptor activation）タンパク質を介して細胞表面に局在し、SARAはSmadをI型受容体型キナーゼの近傍に配置することでリン酸化を促進する。R-Smadのリン酸化はSARAからの解離を引き起こし、核移行配列を露出するとともにCo-Smadとの結合を促進する。こうして形成されたSmad複合体は核内に局在し、そこで他の結合タンパク質の助けを借りて標的に遺伝子に結合する。

### I-Smad
I-Smadは、R-SmadのI型受容体やCo-Smadへの結合の阻害、I型受容体のダウンレギュレーション、核内の転写の変化など、さまざまな機構でTGF-βシグナルの伝達を阻害する。I-Smadの保存されたMH2ドメインはI型受容体に対する結合能を持ち、R-Smadの結合を競合的に阻害する。R-Smadが活性化された後も、I-Smadが結合することで、Co-Smadの結合が阻害される。さらに、I-Smadはユビキチンリガーゼをリクルートし、R-Smadを分解の標的とすることで効率的にTGF-βシグナルをサイレンシングする。核内においても、I-SmadはDNA上の結合エレメントへの結合をめぐってR/Co-Smad複合体と競合する。レポーターアッセイでは、転写因子のDNA結合ドメインをI-Smadと融合させることでレポーター遺伝子の発現が低下することが示されており、 I-Smadの転写リプレッサーとしての機能が示唆されている。

## 細胞周期の制御における役割
成熟細胞ではTGF-βは細胞周期の進行を阻害し、G1/S期の移行を防ぐ。この現象は多くの器官の上皮細胞でみられ、その一部はSmadシグナル伝達経路によって調節されている。制御の正確な機構は細胞種によってわずかに異なる。
SmadがTGF-βによるcytostasis（細胞静止、細胞活動停止、細胞性塞栓）を促進する機構の1つは、細胞成長を促進する転写因子Mycのダウンレギュレーションである。Mycはp15INK4bとp21CIP1も抑制し、これらはそれぞれCDK4とCDK2の阻害因子である。TGF-βが存在しない場合には、SMAD3と転写因子E2F4、p107からなるリプレッサー複合体は細胞質に存在している。しかし、TGF-βシグナルが存在する場合には、この複合体は核に局在し、SMAD4と結合してMycのプロモーターのTGF-β阻害エレメント（TGF-β inhibitory element、TIE）に結合することで転写を抑制する。
Myc以外にも、SmadはIDタンパク質のダウンレギュレーションにも関与している。IDタンパク質は細胞分化に関与する遺伝子を調節する転写因子で、幹細胞の多能性を維持し、細胞周期の継続を促進する。そのため、IDタンパク質のダウンレギュレーションはTGF-βシグナルによって細胞周期を停止する経路の1つである。DNAマイクロアレイによるスクリーニングでは、ID2とID3はTGF-βによって抑制されるが、BMPシグナルによって誘導される因子であることが発見されている。上皮細胞でのID2とID3の遺伝子のノックアウトはTGF-βによる細胞周期の阻害を強化し、細胞静止作用の媒介に重要であることが示されている。SmadはIDタンパク質の発現を直接的にも間接的にも阻害する。TGF-βシグナルはSMAD3のリン酸化を誘導し、それによって細胞ストレス時に誘導される転写因子ATF3が活性化される。その後、SMAD3とATF3は協働的にID1の転写を抑制し、ダウンレギュレーションする。IDタンパク質のダウンレギュレーションは、SMAD3によるMycの抑制の二次的影響としても生じる。MycはID2のインデューサーであるため、MycのダウンレギュレーションはID2シグナルの低下をもたらし、細胞周期の停止に寄与する。
TGF-βの細胞静止作用に必要不可欠なエフェクターとなるのは、SMAD2ではなくSMAD3であることが研究から示されている。RNAiによる内在性のSMAD3の欠失は、TGF-βによる細胞静止を妨げるの十分である。しかしながら、同様の方法でSMAD2を欠失させると、TGF-βによる細胞周期の停止は終了するのではなく、むしろ強化される。このことは、SMAD3がTGF-βによる細胞静止作用に必要であるのに対し、SMAD2とSMAD3の比率が応答の強度を調節していることを示唆している。しかしながら、SMAD2の過剰発現によってこの比率を変化させても細胞静止応答に影響は見られない。そのため、SMAD2とSMAD3の比率がTGF-βに応答した細胞静止作用の強度を調節していることを証明するためには、さらなる実験が必要である。
Smadタンパク質はCDK4の転写の直接的な調節因子であることも判明している。ルシフェラーゼレポーターアッセイでは、siRNAによるSMAD4の抑制によって、CDK4プロモーター制御下に置かれたルシフェラーゼの発現が増加することが示されている。SMAD2とSMAD3の抑制では有意な影響は見られず、CDK4はSMAD4によって直接調節されていることが示唆される。

## 臨床的意義

### がんにおける役割
Smadシグナル伝達の欠陥はTGF-βに対する抵抗性をもたらし、細胞成長の調節異常を引き起こす場合がある。TGF-βシグナル伝達の調節異常は、膵がん、結腸がん、乳がん、肺がん、前立腺がんなど多くのタイプのがんへの関与が示唆されている。SMAD4はヒトのがん、特に膵がんと結腸がんで最も一般的に変異しており、膵がんでは約半数で不活性化されている。SMAD4は、発見時にはDeleted in Pancreatic Cancer Locus 4（DPC4）と命名されていた。 生殖細胞系列でのSMAD4の変異は、家族性若年性ポリポーシスの遺伝的素因の一部を担っている。Smad4のヘテロ接合型ノックアウトマウスは100週以内に一様に消化管ポリープを発症する。家族性のSMAD4の変異の多くはMH2ドメインに生じており、それによってホモオリゴマーやヘテロオリゴマーの形成能力が破壊され、TGF-βシグナルの伝達に影響が生じる。
TGF-βシグナル伝達においてSMAD2よりもSMAD3の重要性を示す証拠が存在するにもかかわらず、がんでのSMAD3の変異はSMAD2よりも低率である。絨毛がんの腫瘍細胞はTGF-βシグナルに対する抵抗性があり、またSMAD3の発現を欠いている。絨毛がん細胞へのSMAD3の再導入は、TGF-βの抗侵襲作用の媒介因子であるTIMP1のレベルの増加をもたらし、これによってTGF-βシグナル伝達が再開されることが研究から示されている。しかしながら、SMAD3の再導入はTGF-βの抗侵襲作用のレスキューには不十分である。このことからは、絨毛がんのTGF-β抵抗性にはSMAD3に加えて他のシグナル伝達機構の欠陥が関与していることが示唆される。

### アルツハイマー病における役割
アルツハイマー病患者の海馬の神経細胞では、TGF-βレベルとSMAD2のリン酸化レベルの増加がみられる。このことはアルツハイマー病患者に対するTGF-βの神経保護効果と一見矛盾するようであるが、アルツハイマー病患者ではTGF-βシグナル伝達の一部の側面に欠陥が生じ、TGF-βの神経保護効果の喪失が引き起こされていることが示唆される。アルツハイマー病患者の海馬神経細胞では、リン酸化SMAD2は核内ではなく、細胞質の顆粒に異所的に局在していることが研究で示されている。具体的には、異所的に局在するリン酸化SMAD2はアミロイド斑の内部に存在し、神経原線維変化（NFT）に結合している。こうしたデータはSMAD2がアルツハイマー病の発症に関与していることを示唆している。近年の研究では、PIN1がSMAD2の異常な局在の促進に関与していることが示されている。PIN1は細胞質顆粒内でSmad2/3やリン酸化タウタンパク質と共局在していることが示されており、相互作用の可能性が示唆される。SMAD2を発現している細胞にPIN1をトランスフェクションすると、プロテアソームを介したSMAD2の分解とともに、SMAD2とリン酸化タウとの結合の増加が引き起こされる。また、SMAD2もPIN1のmRNAの合成の増加を引き起こす。そのため、2つのタンパク質は調節の悪循環に陥ることとなる。PIN1は自身とSMAD2の不溶性NFTへの結合を引き起こし、双方の可溶性タンパク質レベルの低下をもたらす。SMAD2はPIN1のmRNA合成を促進することで補償を試み、その結果SMAD2の分解とNFTへの結合がさらに駆動される。

### 腎疾患におけるTGF-β/Smadシグナル伝達経路
TGF-β/Smadシグナルの調節異常は慢性腎臓病の発症機構である可能性がある。腎臓ではTGF-β1は細胞外マトリックス（ECM）の産生の増加と分解の阻害によりECMの蓄積を促進する。これは腎線維症の特徴である。TGF-β1のシグナルはR-SmadであるSMAD2とSMAD3によって伝達され、そのどちらも腎臓病では過剰発現している。Smad3のノックアウトマウスは腎線維症の進行の低下を示すことから、疾患の調節における重要性が示唆される。逆に、腎細胞でSmad2を阻害すると（Smad2の完全なノックアウトは胚性致死である）、より重篤な線維化が引き起こされ、腎線維症の進行においてSMAD2はSMAD3に拮抗的に機能していることが示唆される。R-Smadとは異なり、一般的に腎臓病の腎細胞ではSMAD7の発現は低下している。このTGF-βシグナルの阻害の喪失は活性を持つSMAD2/3の量を増大させ、上述の腎線維症の進行に寄与する。